# Special Edna
«Special Edna» (рус. Особая Эдна) — седьмой эпизод четырнадцатого сезона мультсериала «Симпсоны». Впервые вышел в эфир 5 января 2003 года.

## Сюжет
Эдна Крабаппл задаёт своему классу написать реферат о Первой Мировой Войне и даёт им на это задание три недели. После уроков девушка заходит к Директору Скиннеру, чтобы вместе с ним «пойти в сад за яблоками». Но Скиннер отменяет свидание — у его матери Агнесс снова что-то стряслось и ей нужна помощь сына. Своим отказом Скиннер сильно огорчает Эдну. А тем временем Барт решает заняться докладом, но он всё время отвлекается на разные развлечения, такие как просмотр телевизора, полёт на вертолёте дяди Милхауса и даже решение алгебраических уравнений! Поэтому в день сдачи докладов Барт до сих пор не написал ничего, кроме заголовка. Ситуацию спасает Дедушка Симпсон: он рассказывает внуку всё, что знает о Первой Мировой Войне. К сожалению, Эдна забраковывает доклад Барта; хотя бы потому, что шесть из десяти страниц являются рекламой, вырезанной из газеты (да и рассказы Дедушки являются сомнительным источником информации). Поэтому учительница заставляет Барта заново написать нормальный доклад. Сама Эдна никуда не торопится, так как сегодня она идёт в кино со Скиннером. Но «маменькин сынок» вновь отменяет свидание по той же причине, что и в прошлый раз. Из-за ухода Сеймура Эдна снова расстроилась и заплакала. Не желая видеть свою красотку-учительницу в таком виде, Барт предлагает Эдне сходить в кино вместе с ним. Девушка соглашается. Но даже в кино она не может забыть о Сеймуре, который разрывается между любовью к Эдночке и привязанностью к своей матери. На следующий день Лиза узнаёт о совместном походе в кино Барта и Эдны. Она и Гомер предлагают Барту ещё больше порадовать учительницу — отправить на ежегодный конкурс «Учитель Года» заявку на её имя. Узнав о том, что Эдна успешно учит самого Барта Симпсона (который для многих является «городской легендой» в плохом смысле слова: считается, что его невозможно учить и его учителя сходят с ума), комиссия однозначно соглашается номинировать Эдну на звание «Учитель Года». И вот обычным утром Эдна готовится к очередному рабочему дню. Настроение у неё не очень, ведь сегодня только среда. И вот, зайдя в класс, женщина узнаёт, что её номинировали на звание «Учитель Года». Настроение сразу же поднимается вверх и от избытка чувств Эдна плачет (как и Нельсон, которого номинировали на звание «Задиры Года»). Сразу же после объявления этой прекрасной новости Эдна даёт интервью. Она рассказывает репортёрам о своей непростой, но очень интересной профессии, упоминает Барта как своего номинатора и они оба благодарят друг друга, а также сообщает, что даже в случае победы она не прекратит учить своих любимых детей. Скиннер тоже пытается поздравить Эдну, но один звонок от матери — и горе-поздравитель мчится домой, чем ещё раз заставляет Эдну усомниться в искренности своих чувств.
За номинацию учительницы на звание «Учитель Года» Барт и вся его семья отправляется в Орландо, штат Флорида, на церемонию награждения, которая проводится рядом с тематическим парком «Центр EFCOT». Там Эдна и Симпсоны наслаждаются местными аттракционами, которые являются отображением различных научных исследований. А тем временем в Спрингфилде Скиннер начинает переживать, что в Орландо Эдна быстро забудет его. Садовник Вилли даёт Скиннеру ключи от своего спортивного автомобиля, и влюблённый директор мчится во Флориду. Вечером в городе запускают фейерверки. А Эдне уже начинает не хватать её непутёвого возлюбленного. И тут появляется Сеймур. Пара страстно целуется под залп фейерверков, Эдна уверена, что теперь всё будет хорошо, но… выясняется, что Скиннер приехал не сам, а с матерью! И торопился он не в Орландо, а домой, к матери! Чтобы привести её на свидание с Эдной! Девушка возмущена поступками Скиннера и заявляет ему, что рано или поздно ему придётся выбрать между любовью и матерью, а затем уходит. Перед церемонией Скиннер узнаёт, что денежной премии победителя достаточно для того, чтобы никогда больше не преподавать. Решив, что тогда Эдна точно бросит его, обезумевший Сеймур просит Барта испортить церемонию и добиться того, чтобы его девушка не смогла победить и вновь вернулась в Спрингфилд. Барт категорически отказывается помочь испортить своей красотке-учительнице конкурс, и тогда Скиннер шантажирует мальчика, дабы тот согласился. Барт неохотно соглашается, но предупреждает директора о том, что его действия вряд ли заставят Эдночку вновь полюбить Скиннера и что от действий Барта Сеймуру будет только хуже. Церемонию представляет Литтл Ричард, в номинации — пять участников. Одно из условий конкурса — ученик-номинатор должен задать своему учителю вопрос, написанный на бумажке. Вопрос Барта — «Хотели бы вы научить весь мир?», но мальчик притворяется безграмотным и говорит, что не может прочесть текст, мол «миссис Крабаппл не научила». Публика и комиссия в шоке, они требуют объяснений от Эдны, но женщина и сама не знает, в чём дело, и лишь молчит. Только сейчас Сеймур понял, что он натворил. Директор выходит на сцену и сообщает всем, что «безграмотный» Барт — его рук дело, он хотел добиться проигрыша Эдны, но он больше не хочет видеть, как это произойдёт. Поэтому Скиннер просто сознаётся в содеянном и обещает своей девушке больше никогда не ставить прихоти матери выше их романа. И даже больше: он делает Эдне предложение руки и сердца (денег, правда, хватило только на коробку для обручального кольца, но Литтл Ричард, носящий кольца на каждом пальце, отдаёт одно нерадивому директору). Она соглашается. Вскоре оглашают результаты конкурса: несмотря на все ожидания, победил некий Хулио Эстуадетто, который убедил банду тинейджеров, что дифференциальные уравнения сильнее пуль (за что Гомер называет его лжецом).

## Интересные факты
- В русском переводе этой серии от телеканала REN-TV есть отсылка к советскому мультфильму «Карлсон Вернулся»: когда Мартин Принс сообщает, что напечатает доклад на компьютере, и что он будет не менее чем на 10 страниц (а Эдна ставит пожелания Мартина как обязательные условия работы), с Мартином происходят трансформации: сначала его сильно избивают, а потом он и вовсе куда-то исчезает. Красавица-учительница спрашивает, куда подевался Мартин. На что Нельсон, потирая руки и закрывая окно, отвечает девушке: «Он улетел, но обещал вернуться!». Эта фраза присутствует и в советском мультфильме, только касается она Карлсона.
- Когда Барт представляет себе, кто бы мог пойти с Эдной в кино вместо Скиннера, в мысленном облаке появляются следующие персонажи:
  - Барни (в пьяном виде);
  - Капитан МакКлистер;
  - Чарльз Монтгомери Бернс;
  - Смитерс;
  - Змей;
  - Гил Гундерсон;
  - Дедушка Симпсон (спящий в кресле);
  - Кирк Ван Хутен;
  - Милхаус;
  - Подросток со скрипучим голосом;
  - Канг (или Кодос);
  - человек по прозвищу «Медведь»;
  - Мо Сизлак;
  - Ганс Молмэн;
  - Продавец комиксов;
  - Керни;
  - Персонаж Мэтта Гроунинга;
  - Отто;
  - Мистер Тини.
- В данной серии Мэгги появляется лишь один раз, во время обеда. Зритель видит её спину.